# 弗拉维尼
弗拉维尼（法語：Flavigny，法語發音：[flaviɲi]）是法国谢尔省的一个市镇，位于该省东南部，属于圣阿芒蒙龙区。

## 地理
弗拉维尼（46°58'3"N, 2°48'4"E）面积13.06 平方千米，位于法国中央-卢瓦尔河谷大区谢尔省，该省份为法国中部省份，北起卢瓦雷省，西接卢瓦-谢尔省和安德尔省，南至克勒兹省，东南接阿列省，东临涅夫勒省。
与弗拉维尼接壤的市镇（或旧市镇、城区）包括：克朗河畔邦日、科尔尼斯、克鲁瓦西、伊尼奥勒、乌鲁埃莱布尔代兰、唐德龙。

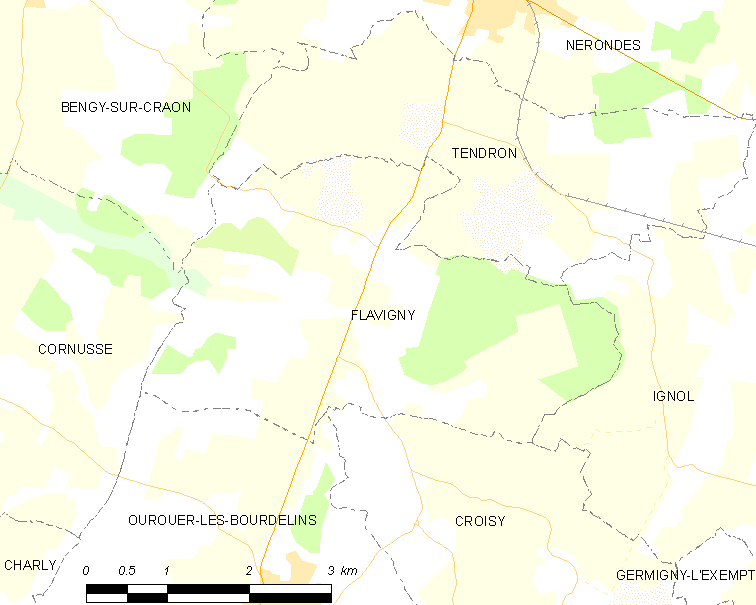
弗拉维尼的OSM定位图

弗拉维尼的时区为UTC+01:00、UTC+02:00（夏令时）。

## 行政
弗拉维尼的邮政编码为18350，INSEE市镇编码为18095。

## 政治
弗拉维尼所属的省级选区为欧布瓦河畔拉盖尔什县。

## 人口

1962-2008年间弗拉维尼人口变化图示

弗拉维尼于2022年1月1日时的人口数量为156人。